# Черноголовый кеклик
Черноголовый кеклик (лат. Alectoris melanocephala) — вид птиц семейства фазановых, обитающий на юге Аравийского полуострова.
Международный союз орнитологов не выделяет подвидов. Иногда скрещивается с аравийским и европейскими кекликами.

## Описание
Черноголовый кеклик достигает в длину 39—43 см и является самым крупным представителем своего рода. Самки и самцы внешне похожи, однако самцы крупнее. В среднем самец весит 724 г, самка - 522 г. Верх головы и затылок чёрные, над глазом проходит широкая белая полоса, отделенная от белого подбородка и верхней части шеи узкой черной линией. Линия начинается в углу клюва, проходит под глазом и образует «V»-образную форму на шее. Шея бледно-коричневая, а тело, крылья и хвост голубовато-серые. Лапы и клюв ярко-розовые. У самцов шишка на лапке (нижней голени).

## Распространение
Распространён в южной части Саудовской Аравии, в Йемене и западной части Омана. Птиц можно встретить на травянистых склонах и каменистой почве с достаточным растительным покровом, начиная с высоты около уровня моря до около 3000 метров над уровнем моря.

## Питание
Питается семенами и средиземноморскими травами (например сушеница), а также мелкими беспозвоночными.

## Размножение
Сезон размножения начинается в марте. В кладке 5—8 яиц, которые самка откладывает в неглубокую ямку на земле. Яйца бледно-тёмно-жёлтые в коричневую крапинку. Инкубационный период длится около 25 дней до вылупления птенцов, которые вскоре покинут гнездо.

## Статус
Черноголовый кеклик имеет широкий ареал и обычен на всём его протяжении. Общая численность популяции неизвестна, но считается стабильной. По этим причинам, Международный союз охраны природы оценил охранный статус птицы как «Под наименьшей угрозой» .